# Ruppiner Anzeiger
Der Ruppiner Anzeiger (kurz: RA) ist eine lokale Tageszeitung, die seit 1990 im Gebiet des Landkreises Ostprignitz-Ruppin erscheint. Die verkaufte Auflage beträgt 3026 Exemplare, ein Minus von 61,6 Prozent seit 1998.

## Schwesterzeitungen
Im Verbund mit dem RA erscheinen drei weitere Schwesterzeitungen:
- Oranienburger Generalanzeiger (Oranienburg)
- Hennigsdorfer Generalanzeiger (Hennigsdorf)
- Gransee-Zeitung (Gransee)

Alle vier Zeitungen erreichen eine verkaufte Gesamtauflage von 10.817 Exemplaren. Gedruckt werden die Lokalzeitungen im Druckhaus Oberhavel in Oranienburg  im Rheinischen Format.

## Geschichte
Die Lokalzeitung wurde im Juni 1990 auf Initiative des Runden Tisches Neuruppin gegründet und erschien zunächst wöchentlich. Seit dem 15. Dezember 1990 wird sie vom Märkischen Zeitungsverlag als Tageszeitung herausgegeben. Der RA gehört zu den wenigen Zeitungsneugründungen auf dem Gebiet der DDR, die sich dauerhaft etabliert haben. 
Seit dem 1. Januar 2011 ist die Zeitung im Besitz der Märkischen Verlags- und Druckhaus GmbH & Co. KG (MVD), die auch die Märkische Oderzeitung herausgibt, die den überregionalen Teil des RA gestaltet. Zuvor gehörte die Zeitung der Westfälischen Anzeiger Verlagsgesellschaft mbH und Co.KG an und war damit Teil der Verlagsgruppe von Dirk Ippen.
Die Gesellschafter des MVD waren bis 2012 je zur Hälfte die Neue Pressegesellschaft mbh & Co. KG (Verlag der Südwest-Presse) und die Stuttgarter Zeitung Verlagsgesellschaft mbH & Co. KG (Verlag der Stuttgarter Zeitung und der Stuttgarter Nachrichten). Ende 2012 übernahm die Neue Pressegesellschaft alle Anteile.

## Auflage
Der Ruppiner Anzeiger hat in den vergangenen Jahren erheblich an Auflage eingebüßt. Die verkaufte Auflage ist in den vergangenen 10 Jahren um durchschnittlich 6,1 % pro Jahr gesunken. Im vergangenen Jahr hat sie um 7,1 % abgenommen. Sie beträgt gegenwärtig 3026 Exemplare. Der Anteil der Abonnements an der verkauften Auflage liegt bei 81,9 Prozent. 
| 1998 | 1999 | 2000 | 2001 | 2002 | 2003 | 2004 | 2005 | 2006 | 2007 | 2008 | 2009 | 2010 | 2011 | 2012 | 2013 | 2014 | 2015 | 2016 | 2017 | 2018 | 2019 | 2020 | 2021 | 2022 | 2023 | 2024 |
| ---- | ---- | ---- | ---- | ---- | ---- | ---- | ---- | ---- | ---- | ---- | ---- | ---- | ---- | ---- | ---- | ---- | ---- | ---- | ---- | ---- | ---- | ---- | ---- | ---- | ---- | ---- |
| 7881 | 7932 | 8040 | 7769 | 7522 | 7443 | 7424 | 7385 | 7285 | 7135 | 6870 | 6705 | 6549 | 6286 | 6062 | 5869 | 5680 | 5657 | 5487 | 5121 | 4867 | 4463 | 4257 | 4058 | 3631 | 3257 | 3026 |

## Chefredakteure
- Heinz-Jürgen Ziller (1990)
- Martin Krigar (1990–1999)
- Matthias Schlegel (1999–2003)
- Martin Krigar (2003)
- Michael Hielscher (2003–2010)
- Frank Mangelsdorf (seit 2011)

## Auszeichnungen
2011
- Lokaljournalistenpreis der Konrad-Adenauer-Stiftung in der Kategorie „Zeitgeschichte“ für die Serie „20 Jahre Wiedervereinigung“